# Mühlenberge
Mühlenberge är en kommun i Landkreis Havelland i förbundslandet Brandenburg i Tyskland. Kommunen bildades den 31 december 2002 genom en sammanslagning av kommunerna Haage, Senzke och Wagenitz. Kommunen ingår i kommunalförbundet Amt Friesack.